# 알레산드로 포텐차
알레산드로 포텐차(이탈리아어: Alessandro Potenza, 1984년 3월 8일 ~ )는 이탈리아의 전 축구 선수이다.